# La Voz de Almería
La Voz de Almería est un quotidien local espagnole, piblié à Almería depuis 1939. Il est l'un des principaux journaux de la région .

## Histoire et profil
Fondé en 1939 sous le nom de Yugo, La Voz de Almería adopte son titre actuel en 1962, après le début du régime franquiste. Son siège est situé à Almería, et le journal est édité par Comercialización de Medios CM2000, S.A. 
À la fin des années 1990, La Voz de Almería est lu aussi bien par les socialistes que par les lecteurs de droite.

## Rédacteurs et contributeurs
La Voz de Almería est éditée par José María Bugella, José Cirre Jiménez, Eduardo Molina Fajardo et Donato León Tierno. Parmi ses principaux contributeurs figurent Manuel del Águila, Eduardo del Pino Vicente et José Ángel Tapia Garrido.